# Sitio Roberto Burle Marx
Sitio Roberto Burle Marx je název zeleného areálu v západní části města Rio de Janeiro. Má rozlohu přes 40 hektarů. Je jednou z nejdůležitějších sbírek tropických a subtropických rostlin na světě se zaměřením na původní rostliny Brazílie. Rostliny jsou pěstovány ve venkovních školkách a zahradách. Roste zde přibližně 3 500 druhů rostlin, mezi nimi zástupci čeledí Araceae, Bromeliaceae, Cycadaceae, Heliconiaceae, Marantaceae, Palmae a Velloziaceae.
Kromě jedinečné krajinářsko-botanické kompozice je areál vyhledáván i kvůli muzejní sbírce s více než třemi tisíci předměty, která představuje největší a nejucelenější soubor díla umělce Roberta Burle Marxe, celosvětově uznávaného zahradního architekta a také malíře, grafika, ekologa, přírodovědece a hudebníka.

## Historie
Lokalita byla v minulosti známá jako Sítio Santo Antônio da Bica, již v 17. století zde stála kaple zasvěcená svatému Antonínu. V roce 1949 koupil Roberto a jeho bratr Guilherme Siegfried Burle Marx první část pozemků, která dnes tvoří součást Sítio Roberto Burle Marx, po dlouhém hledání místa, kde by byla vhodná rozmanitost půd, zajímavé výchozy skal, dostatek vody a jehož okolí by bylo chráněno před developerskými spekulacemi. Tato lokalita přitáhla jejich pozornost i díky své původní vegetaci, kterou tvoří převážně společenstva mangrovů, restingy a Atlantického lesa a svým umístěním v sousedství státního parku Pedra Branca.
V letech 1952 a 1960 bratři kupovali a připojovali sousední pozemky a stavěli potřebnou infrastrukturu budov, školek a zahrad. V roce 1985 daroval Burle Marx Sítio federální vládě (její organizaci IPHAN) za účelem zajištění kontinuity studia, šíření získaných znalostí a sdílení tohoto jedinečného prostoru s veřejností. Od července 2021 je Sitio součástí světového kulturního dědictví UNESCO.

## Galerie

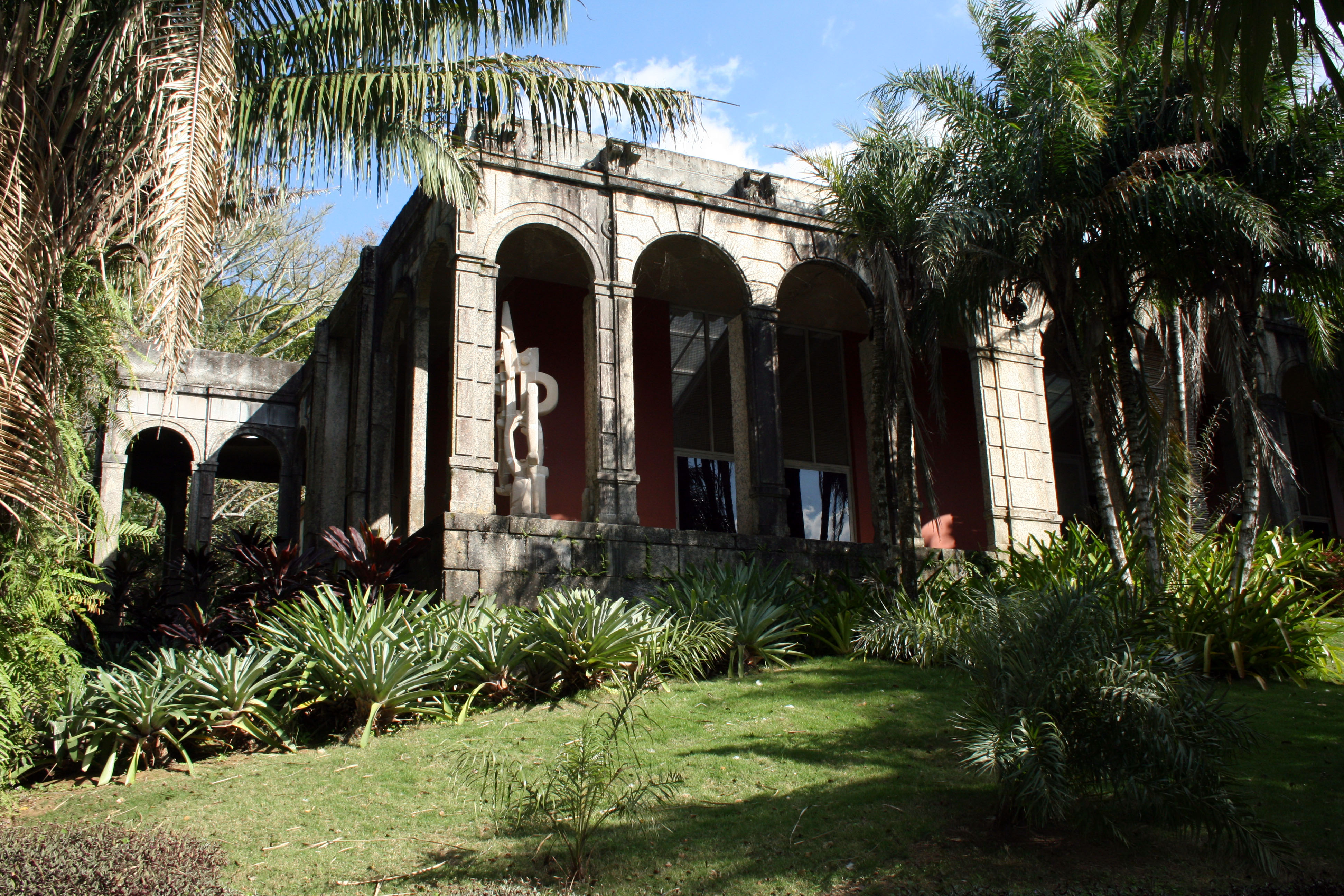
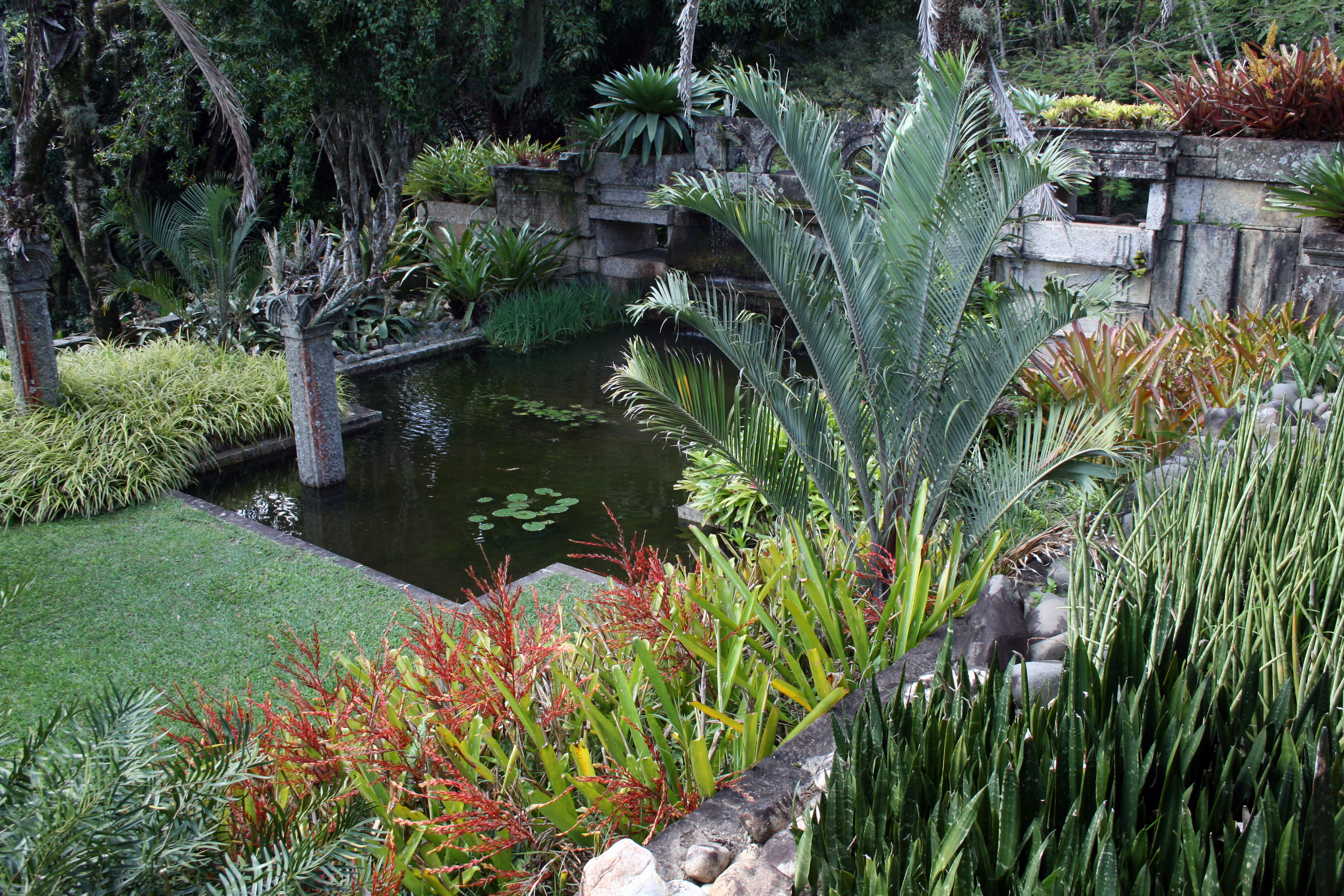
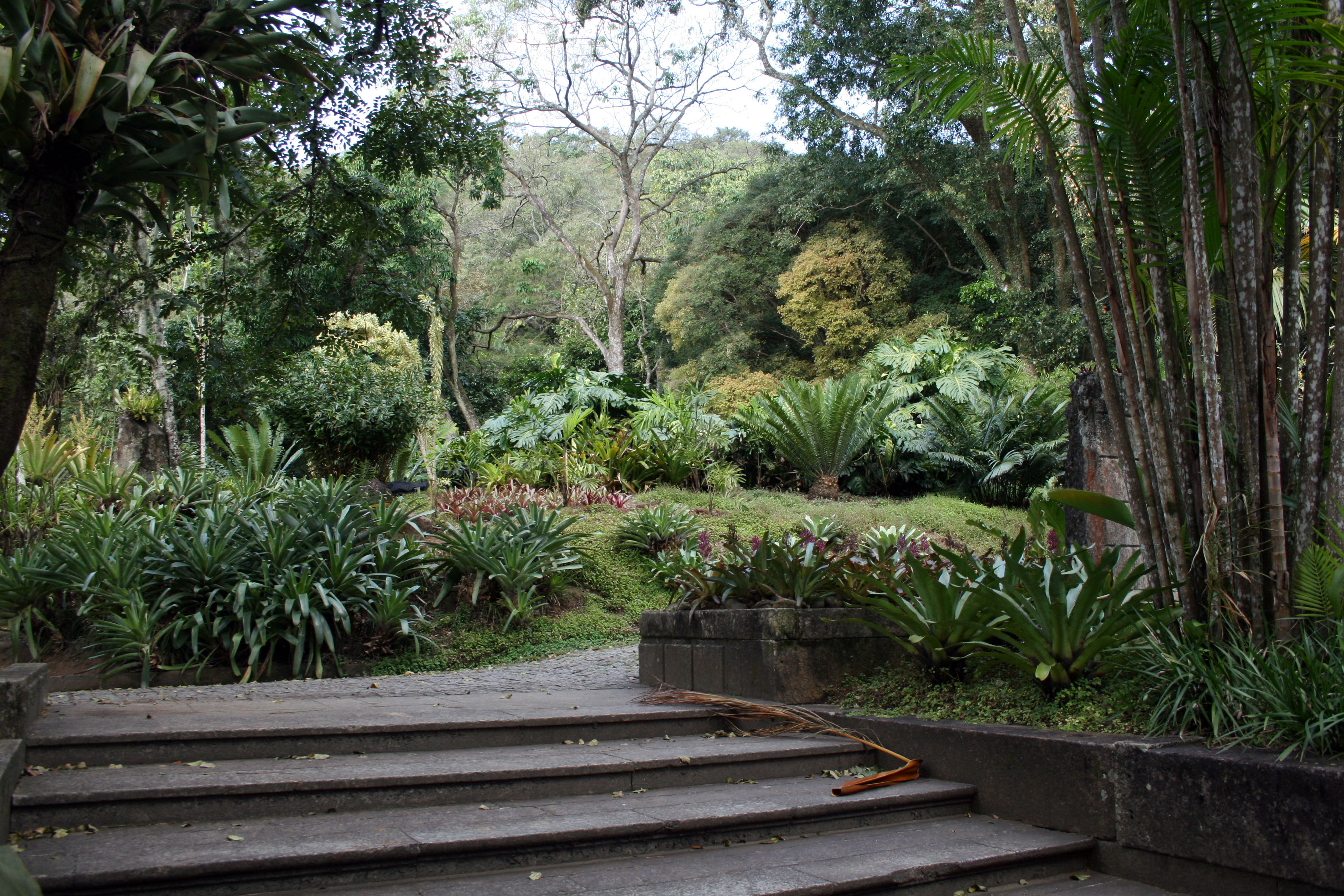
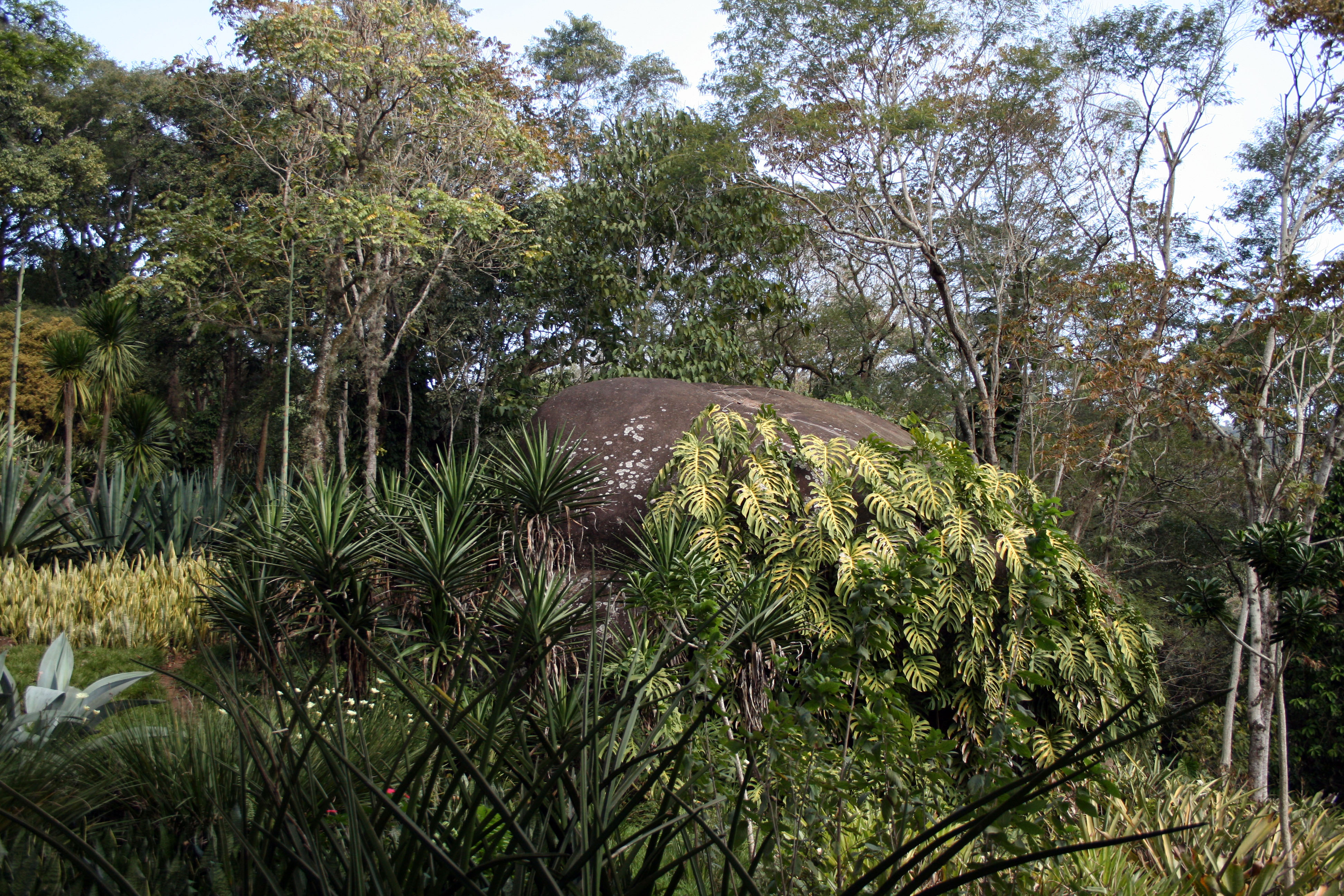
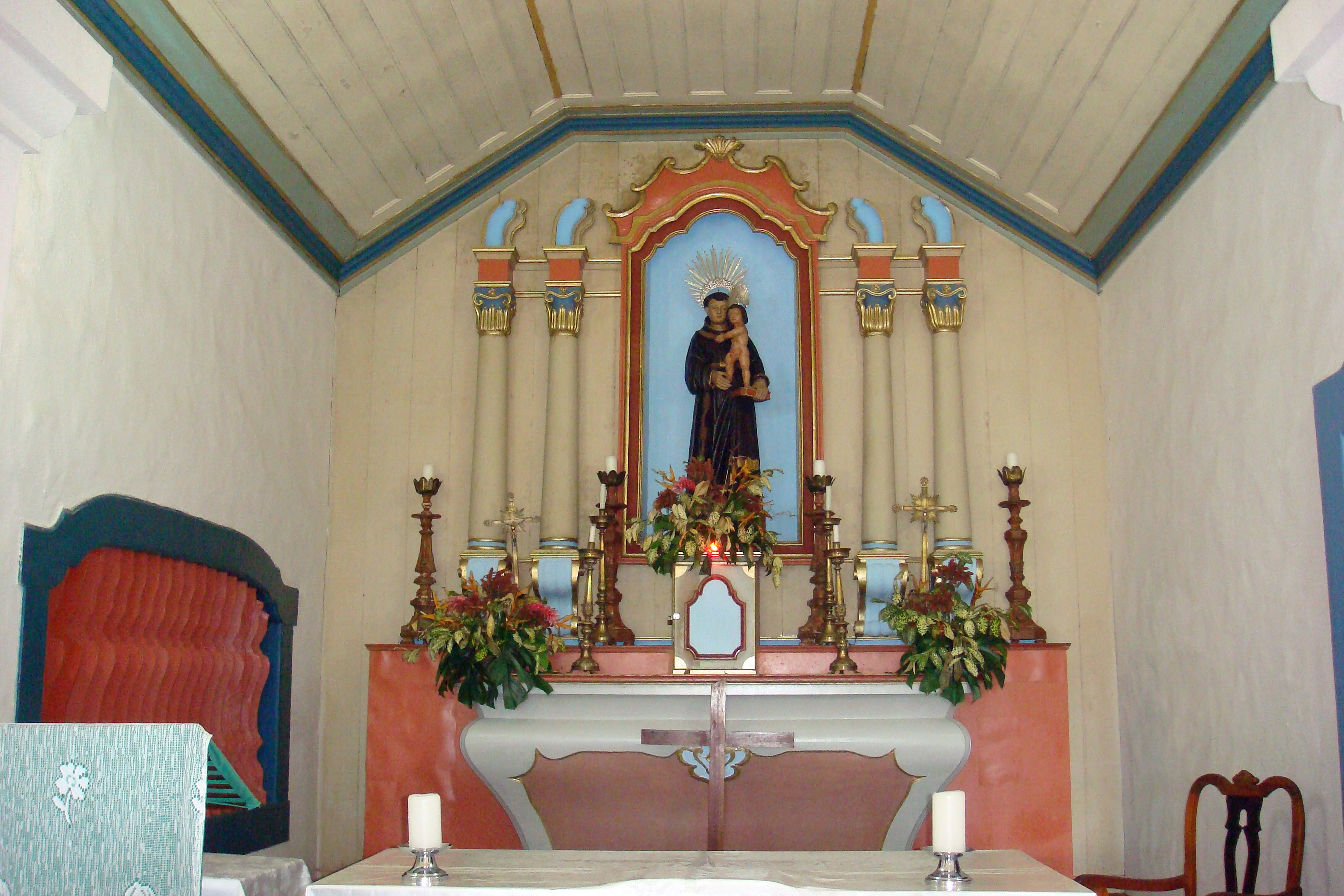